# Roland Burrage Dixon
Roland Burrage Dixon (Worcester, 6 novembre 1875 – 19 dicembre 1934) è stato un antropologo statunitense.

## Vita
Nato a Worcester, Massachusetts nel 1897, si laureò all'Università di Harvard, dove rimase come assistente di antropologia, ottenendo il dottorato (Ph.D) nel 1900, poi come istruttore e, dopo il 1906, come assistente professore. Fu vice presidente dell'American Academy of Arts and Sciences nel 1910-1911 e presidente dell'American Folklore Society dal 1907 al 1909. È stato professore ad Harvard dopo il 1916 e membro della American Commission to Negotiate Peace  (1916-1918) a Parigi . Il professor Dixon ha collaborato con diverse riviste antropologiche ed etnologiche . 
Dixon è stato il primo studente di dottorato di Franz Boas ad Harvard, e le prime pubblicazioni di Dixon rappresentano alcuni dei primi lavori ispirati alle opinioni di Boas sulla cultura. Tuttavia, Boas non articolò completamente le sue opinioni sulla cultura fino al 1911, quindi il lavoro di Dixon è meno influenzato dalle opinioni boasiane rispetto a quello di molti degli studenti successivi di Boas. Addirittura, le opinioni di Boas e Dixon sulla cultura si scontrarono in numerosi casi, in particolare, sul fatto che le moderne culture dell'età della pietra potessero essere usate come analoghi per le culture archeologiche preistoriche. Boas era fortemente contrario a questo punto di vista. L'approccio di Dixon alle culture era orientato alla geografia e generalmente considerava le culture come entità statiche, con il cambiamento indotto principalmente dalla migrazione. L'approccio geografico-storico di Dixon non fu ripreso da nessun antropologo successivo. 
Dixon è stato il seguace di Boas più vicino al collega Alfred Kroeber, dal 1897 al 1906 circa. Si sono coordinati da vicino, hanno pubblicato una serie di articoli congiunti e hanno avuto un accordo esplicito per non duplicare il lavoro reciproco: Dixon lavorando su lingue e culture nella California nord-orientale e nella Sierra Nevada settentrionale, Kroeber nel resto dello stato.
I necrologi dei compagni antropologi attribuivano a Dixon una personalità gelida ed esigente, con un atteggiamento di "imparzialità antipatica, di spietata condanna o di distaccata approvazione".

## Lavori
- Maidu Myths (1902)
- The Chimariko] Indians and Language (1910)
- Maidu Texts (1912)
- Oceanic Mythology (miti della regione indonesiana, oceanica, australiana, pubblicata nel 1916)
- Racial History of Man (1923)